# Margʻilon
Margʻilon, dawniej również Stary Margilan – miasto w Uzbekistanie, w wilajecie fergańskim, w południowo-wschodniej części Kotliny Fergańskiej. Według spisu w 2009 roku miasto liczy 197 tys. mieszkańców. Jedno z najstarszych miast w Kotlinie Fergańskiej.
Znajduje się 15 km od głównego ośrodka wilajetu - Fergany. Położone jest na wysokości 475 m n.p.m.

## Historia
Według legendy nazwa miasta związana jest inwazją wojsk Aleksandra Macedońskiego na Azję Środkową w IV wieku p.n.e. Aleksander Wielki miał rzekomo dwukrotnie podczas kampanii zatrzymywać się w znajdującej się w tym miejscu osadzie. Mieszkańcy gościli go chlebem i mięsem z kurczaka - macedoński dowódca zapytał się o nazwę potrawy. Otrzymał odpowiedź: Murginon (czyli kurczak i chleb). Od tego dnia miejscowość miała przyjąć nazwę podobną do obecnej.
W starożytności lokalni przedsiębiorcy pozyskali technologię produkcji jedwabiu.
Margiʻlon był ważnym przystankiem na Jedwabnym Szlaku przebiegającym z Kaszgaru poprzez góry Ałajskie.
Miasto jest wspominane XVI-wiecznych w zapiskach Babura, założyciela państwa Wielkich Mogołów, gdzie chwalił on lokalne owoce oraz okoliczną dziką zwierzynę. Opisał mieszkańców Margiʻlonu jako zadziornych i gotowych użyć pięści, określił ich także mianem Sartów. Wspomniał również, iż najbardziej znani egzorcyści w Transoksanii pochodzą z tej miejscowości.
W I kwartale 1941 roku w Margʻilonie formowała się 9 Dywizja Piechoty, jedna z sześciu wielkich jednostek Armii Polskiej w ZSRR.

## Gospodarka i oświata

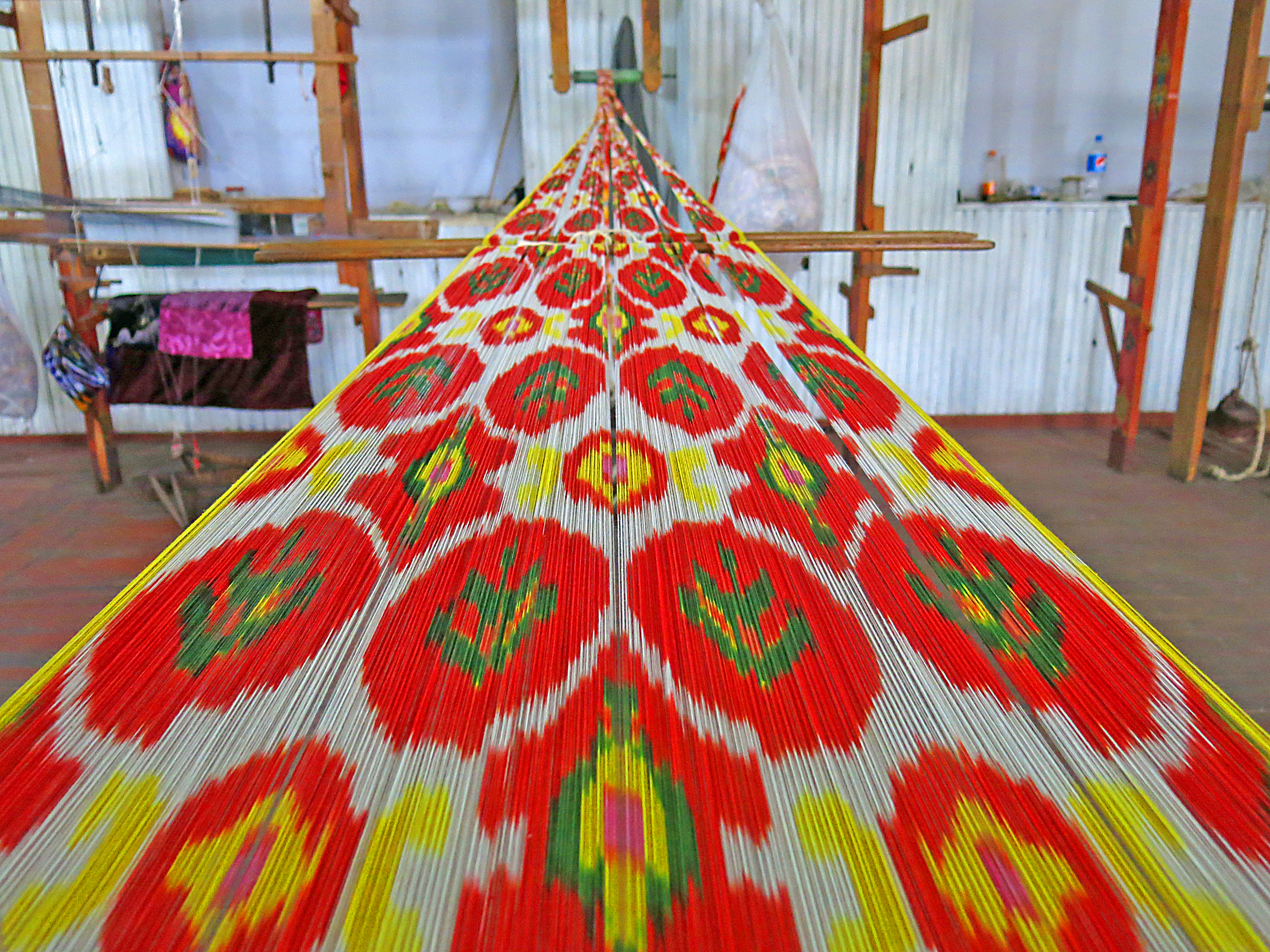
Fabryka jedwabiu Yodgorlik

Duży ośrodek przemysłu jedwabniczego. Znajduje się tu jedna z największych w kraju fabryk jedwabniczych zatrudniająca około 15000 osób i rocznie produkująca 22 miliony metrów kwadratowych jedwabiu.
Stary ośrodek artystycznych wyrobów ludowych, m.in. ręcznie produkowane tkaniny jedwabne w największym tradycyjnym zakładzie jedwabniczym w kraju o nazwie Yodgorlik, który zatrudnia około 2000 pracowników i wytwarza 250 tysięcy metrów kwadratowych produktu.
Znajduje się tu też Uzbecki Naukowo-Badawczy Instytut Przemysłu Jedwabniczego.

## Turystyka
Główne atrakcje turystyczne Margʻilonu to:
- fabryka jedwabiu Yodgorlik - możliwość obserwacji tradycyjnej ręcznej produkcji jedwabiu[3][1],
- bazar Kumtepa,
- medresa Saida Ahmada-Hodży,
- meczet Khonakhan[4].